# Dismorphia arcadia
Dismorphia arcadia är en fjärilsart som först beskrevs av Felder 1862.  Dismorphia arcadia ingår i släktet Dismorphia och familjen vitfjärilar. Inga underarter finns listade i Catalogue of Life.

## Bildgalleri

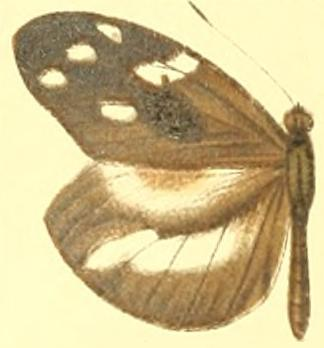